# Artzberger Automobile Company
Artzberger Automobile Company war ein US-amerikanischer Hersteller von Automobilen.

## Unternehmensgeschichte
W. H. Artzberger gründete 1904 das Unternehmen in Allegheny in Philadelphia. Er stellte im gleichen Jahr Dampfwagen her, die als Artzberger Steam vermarktet wurden.

## Fahrzeuge
Die Fahrzeuge basierten auf den Wagen der Foster Automobile Manufacturing Company. Allerdings war der Radstand verlängert worden. Ein Dampfmotor trieb die Fahrzeuge an.
Zur Wahl standen Roadster mit 193 cm Radstand, Surrey und Tourenwagen mit jeweils 198 cm Radstand sowie ein leichtes Nutzfahrzeug, dessen Radstand nicht überliefert ist.
Artzberger setzte seine Fahrzeuge auch mit Erfolg bei Autorennen ein, wobei er nach eigenen Angaben mit serienmäßigen Fahrzeugen antrat, während einige der Konkurrenten erleichterte Fahrzeuge einsetzte. Genannt sind Siege bei einem Bergrennen am Highland Park in Allegheny im Sommer 1904 sowie bei einem 100-Meilen-Rennen von Rochester nach Buffalo.

## Modellübersicht
| Jahr | Radstand (cm) | Aufbau              |
| ---- | ------------- | ------------------- |
| 1904 | 193           | Roadster            |
| 1904 | 198           | Surrey, Tourenwagen |
| 1904 | ?             | Light Delivery      |